# Alessandro Allori

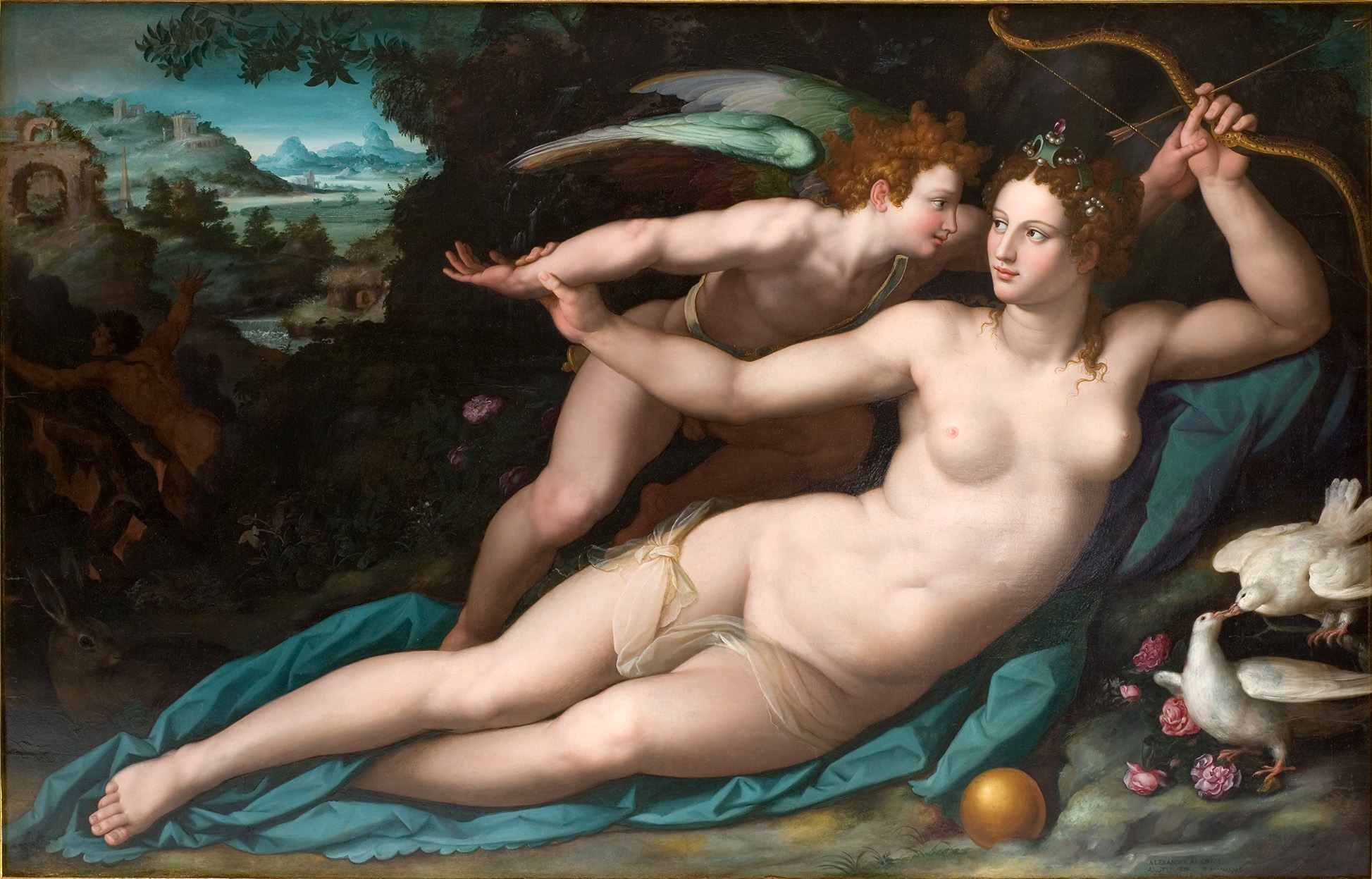
Venus i Cupido

Alessandro di Cristofano di Lorenzo del Bronzino Allori (Florència 31 de maig de 1535 - 22 de setembre de 1607), va ser un pintor italià, pertanyent a l'escola florentina i pare del també pintor Cristofano Allori, també se'l coneix com a Alessandro Bronzino per ser el deixeble directe d'El Bronzino.
Deixeble del seu oncle, Agnolo Tori, en algunes ocasions va adoptar el seu nom per a signar les seves pròpies pintures. Va visitar Roma el 1554, estudiant en detall l'obra de Melozzo da Forlì, de Raffaello Sanzio i de Miquel Àngel. Les seves principals obres són, Crist entre els escriguis, Expulsió dels mercaders del temple i els retrats de Giuliano de Medici, Duc de Nemours i Raffaello Sanzio.